# Berthierina
La berthierina és un mineral de la classe dels silicats, que pertany al grup de la caolinita-serpentina. Rep el nom en honor de Pierre Berthier (1782-1861), químic i mineralogista francès.

## Característiques
La berthierina és un silicat de fórmula química (Fe2+,Fe3+,Al)₃(Si,Al)₂O₅(OH)₄. Cristal·litza en el sistema monoclínic. La seva duresa a l'escala de Mohs és 2,5.
Segons la classificació de Nickel-Strunz, la berthierina pertany a «09.ED: Fil·losilicats amb capes de caolinita, compostos per xarxes tetraèdriques i octaèdriques» juntament amb els següents minerals: dickita, caolinita, nacrita, odinita, hal·loysita, hisingerita, hal·loysita-7Å, amesita, antigorita, brindleyita, caryopilita, crisòtil, cronstedtita, fraipontita, greenalita, kel·lyïta, lizardita, manandonita, nepouïta, pecoraïta, guidottiïta, al·lòfana, crisocol·la, imogolita, neotocita, bismutoferrita i chapmanita.

## Formació i jaciments
Va ser descoberta a Hayange, un municipi francès situat al departament del Mosel·la, dins la regió del Gran Est. Es tracta d'una espècie que, tot i no ser gaire abundant, ha estat descrita en diversos indrets arreu del planeta.